# Noviciado de San Jerónimo
El noviciado de San Jerónimo fue una institución de la Compañía de Jesús con la finalidad de formar a sus miembros dentro de la provincia de Milán en la orden.

## Historia
El origen del noviciado se encuentra en su fundación en 1658 de un noviciado de la orden en Milán bajo el título de San José.
El establecimiento en su ubicación definitiva se encuentra directamente relacionado con la supresión de una orden religiosa, en este caso, la de los Gesuati, en 1668. El conocido como convento de San Jerónimo, hasta entonces propiedad de los Gesuati, fue adquirido por la Compañía de Jesús por una fuerte suma.
Anteriormente, los jesuitas habían podido abrir colegio en Milán gracias a la sesión de los bienes de Santa María de Brera por parte de Pío V al haberse suprimido la orden de los Umiliati.